# Vengeance (téléfilm)
Pour les articles homonymes, voir Vengeance (homonymie).
Pour plus de détails, voir Fiche technique et Distribution.
Vengeance (Sword of Gideon), également connu sous le titre Le 11e Commandement, est un téléfilm canado-américain à suspense réalisé en 1986 par Michael Anderson.
Il est adapté de la nouvelle canadienne Vengeance: The True Story of an Israeli Counter-Terrorist Team de George Jonas, édité chez Simon & Schuster en 1984.

## Synopsis
Le film raconte l'histoire de l'opération Colère de Dieu, dans laquelle un groupe d'agents du Mossad pourchasse les activistes palestiniens responsables du massacre d'athlètes israéliens lors des Jeux olympiques de 1972 à Munich.

## Fiche technique
- Titre français : Vengeance[1] (diffusion Canal+) ou Le 11e Commandement (VHS)
- Titre original : The Sword of Gedeon
- Réalisation : Michael Anderson
- Scénario : Chris Bryant, d'après la nouvelle de George Jonas
- Musique originale : Georges Delerue
- Image : Claude Agostini
- Montage : Ron Wisman
- Création des décors : Trevor Williams
- Production : Denis Héroux, John Kemeny et Robert Lantos
- Sociétés de production : Alliance Entertainment, CTV Television Network, HBO Pictures, Rogers Cablesystems, Société Radio-Canada, Téléfilm Canada
- Pays de production :  Canada,  États-Unis
- Durée : 172 minutes
- Date de première diffusion :
  - Canada : 29 novembre 1986
  - France : 1986 (Canal+)

## Distribution
- Steven Bauer (VF : Patrick Floersheim) : Avner
- Michael York (VF : Bernard Murat) : Robert
- Robert Joy (VF : Frédéric Pieretti) : Hans
- Laurent Malet (VF : lui-même) : Jean
- Peter Dvorsky (VF : Georges Berthomieu) : Carl
- Rod Steiger (VF : William Sabatier) : Mordechai Samuels
- Lino Ventura (VF : lui-même) : Papa
- Leslie Hope (VF : Anne Jolivet) : Shoshana